# Gebesee
Gebesee – miasto w Niemczech, w kraju związkowym Turyngia, w powiecie Sömmerda, siedziba wspólnoty administracyjnej Gera-Aue.

## Współpraca
Miejscowość partnerska:
- Haßloch, Nadrenia-Palatynat